# UFC Fight Night: Cyborg vs. Lansberg
UFC Fight Night: Cyborg vs. Lansberg (también conocido como UFC Fight Night 95) fue un evento de artes marciales mixtas celebrado por Ultimate Fighting Championship el 24 de septiembre de 2016 en el Ginasio Nilson Nelson, en Brasilia, Brasil.

## Historia
El evento estelar contó con el combate entre Cris Cyborg y Lina Lansberg.
El evento coestelar contó con el combate entre Renan Barao y Philipe Nover.